# Andra omgången av Copa Libertadores 2015
Den andra omgången av Copa Libertadores 2015 spelas mellan den 17 februari och 13 april 2015.
De 32 fotbollslagen är uppdelade i åtta grupper om fyra lag vardera. De två bästa lagen ur respektive grupp kvalificerar sig till utslagsspelet av Copa Libertadores 2015. Sex lag var på förhand tvungna att kvalificera sig från första omgången av Copa Libertadores 2015 för att få spela i den andra omgången.

## Grupplottning
Seedning för de 26 deltagande lagen, samt segrande lag ur de 6 matcherna vid första omgången.
| Urna 1 | Urna 2                                                                                                  | Urna 3 | Urna 4 |
| --- | --- | --- | --- |
| - San Lorenzo - River Plate - Cruzeiro - Atlético Mineiro - Atlético Nacional - Emelec - Sporting Cristal - Zamora | - Racing Club - Boca Juniors - São Paulo - Internacional - Santa Fe - Barcelona - Juan Aurich - Mineros | - Universitario de Sucre - San José - Colo-Colo - Universidad de Chile - Libertad - Guaraní - Danubio - Montevideo Wanderers | - UANL - Atlas - Segrande lag G1 - Segrande lag G2 - Segrande lag G3 - Segrande lag G4 - Segrande lag G5 - Segrande lag G6 |

## Format
26 lag kvalificerade sig direkt till den andra omgången medan 6 lag var tvungna att spela en första omgången av Copa Libertadores 2015 för att kvalificera sig för denna omgång. De totalt 32 lagen lottades in i 8 grupper med 4 lag i vardera grupp.
Samtliga lag i vardera grupp möter varandra två gånger, vilket innebär att varje lag spelar 6 matcher. Varje lag får 3 poäng för en vinst, 1 poäng för en oavgjord och 0 poäng för en förlust. Följande kriterier används för avgöra när två eller fler lag har samma poäng:
1. Målskillnad
2. Gjorda mål
3. Inbördes möten
4. Bortamålsregeln
5. Lottning

De två bästa lagen i varje grupp går vidare till utslagsspelet och åttondelsfinalerna.

## Grupper

### Grupp 1
| Nr | Lag              | S | V | O | F | GM | IM | MS | P  |
| -- | ---------------- | - | - | - | - | -- | -- | -- | -- |
| 1  | Santa Fe         | 6 | 4 | 0 | 2 | 10 | 5  | +5 | 12 |
| 2  | Atlético Mineiro | 6 | 3 | 0 | 3 | 5  | 4  | +1 | 9  |
| 3  | Colo-Colo        | 6 | 3 | 0 | 3 | 8  | 9  | −1 | 9  |
| 4  | Atlas            | 6 | 2 | 0 | 4 | 4  | 9  | −5 | 6  |

| Hemma \ Borta    | Mexiko | Brasilien | Chile | Colombia |
| Atlas            | —      | 1–0       | 1–3   | 0–1      |
| Atlético Mineiro | 0–1    | —         | 2–0   | 2–0      |
| Colo-Colo        | 2–0    | 2–0       | —     | 0–3      |
| Santa Fe         | 3–1    | 0–1       | 3–1   | —        |

|             | 17 februari 2015 | Atlas | 0–1 | Santa Fe  | Estadio Jalisco, Guadalajara          |                                       |
| 20:45 UTC−6 | 20:45 UTC−6      |       |     | Arias 77′ | Publik: 20 000 · Domare: Diego Haro · | Publik: 20 000 · Domare: Diego Haro · |
| 20:45 UTC−6 | 20:45 UTC−6      |       |     |           | Publik: 20 000 · Domare: Diego Haro · | Publik: 20 000 · Domare: Diego Haro · |
| 20:45 UTC−6 | 20:45 UTC−6      |       |     |           | Publik: 20 000 · Domare: Diego Haro · | Publik: 20 000 · Domare: Diego Haro · |

|             | 18 februari 2015 | Colo-Colo              | 2–0 | Atlético Mineiro | Estadio Monumental David Arellano, Santiago de Chile |                                           |
| 21:00 UTC−3 | 21:00 UTC−3      | Flores 39′ Paredes 66′ |     |                  | Publik: 45 000 · Domare: Mauro Vigliano ·            | Publik: 45 000 · Domare: Mauro Vigliano · |
| 21:00 UTC−3 | 21:00 UTC−3      |                        |     |                  | Publik: 45 000 · Domare: Mauro Vigliano ·            | Publik: 45 000 · Domare: Mauro Vigliano · |
| 21:00 UTC−3 | 21:00 UTC−3      |                        |     |                  | Publik: 45 000 · Domare: Mauro Vigliano ·            | Publik: 45 000 · Domare: Mauro Vigliano · |

|             | 25 februari 2015 | Atlético Mineiro | 0–1 | Atlas      | Estádio Mineirão, Belo Horizonte         |                                          |
| 19:45 UTC−3 | 19:45 UTC−3      |                  |     | Suárez 86′ | Publik: 16 331 · Domare: Darío Ubriaco · | Publik: 16 331 · Domare: Darío Ubriaco · |
| 19:45 UTC−3 | 19:45 UTC−3      |                  |     |            | Publik: 16 331 · Domare: Darío Ubriaco · | Publik: 16 331 · Domare: Darío Ubriaco · |
| 19:45 UTC−3 | 19:45 UTC−3      |                  |     |            | Publik: 16 331 · Domare: Darío Ubriaco · | Publik: 16 331 · Domare: Darío Ubriaco · |

|             | 26 februari 2015 | Santa Fe             | 3–1 | Colo-Colo        | Estadio El Campín, Bogotá |                          |
| 20:30 UTC−5 | 20:30 UTC−5      | Morelo 34′, 43′, 65′ |     | Suazo 51′ (str.) | Domare: Germán Delfino ·  | Domare: Germán Delfino · |
| 20:30 UTC−5 | 20:30 UTC−5      |                      |     |                  | Domare: Germán Delfino ·  | Domare: Germán Delfino · |
| 20:30 UTC−5 | 20:30 UTC−5      |                      |     |                  | Domare: Germán Delfino ·  | Domare: Germán Delfino · |

|             | 4 mars 2015 | Colo-Colo               | 2–0 | Atlas | Estadio Monumental David Arellano, Santiago de Chile |                       |
| 19:45 UTC−3 | 19:45 UTC−3 | Paredes 68′ (str.), 90′ |     |       | Domare: Raúl Orosco ·                                | Domare: Raúl Orosco · |
| 19:45 UTC−3 | 19:45 UTC−3 |                         |     |       | Domare: Raúl Orosco ·                                | Domare: Raúl Orosco · |
| 19:45 UTC−3 | 19:45 UTC−3 |                         |     |       | Domare: Raúl Orosco ·                                | Domare: Raúl Orosco · |

|             | 18 mars 2015 | Santa Fe | 0–1 | Atlético Mineiro | Estadio El Campín, Bogotá |                       |
| 20:00 UTC−5 | 20:00 UTC−5  |          |     | Pratto 58′       | Domare: Néstor Pitana     | Domare: Néstor Pitana |
| 20:00 UTC−5 | 20:00 UTC−5  |          |     |                  | Domare: Néstor Pitana     | Domare: Néstor Pitana |
| 20:00 UTC−5 | 20:00 UTC−5  |          |     |                  | Domare: Néstor Pitana     | Domare: Néstor Pitana |

|             | 7 april 2015 | Atlas             | 1–3 | Colo-Colo                     | Estadio Jalisco, Guadalajara |                         |
| 20:15 UTC−5 | 20:15 UTC−5  | Medina 19′ (str.) |     | Paredes 9′, 83′ Cáceres 90+2′ | Domare: Néstor Pitana ·      | Domare: Néstor Pitana · |
| 20:15 UTC−5 | 20:15 UTC−5  |                   |     |                               | Domare: Néstor Pitana ·      | Domare: Néstor Pitana · |
| 20:15 UTC−5 | 20:15 UTC−5  |                   |     |                               | Domare: Néstor Pitana ·      | Domare: Néstor Pitana · |

|             | 9 april, 2015 | Atlético Mineiro         | 2–0 | Santa Fe | Estádio Mineirão, Belo Horizonte        |                                         |
| 21:45 UTC−3 | 21:45 UTC−3   | Carlos 12′ Guilherme 90′ |     |          | Publik: 21 237 · Domare: Andrés Cunha · | Publik: 21 237 · Domare: Andrés Cunha · |
| 21:45 UTC−3 | 21:45 UTC−3   |                          |     |          | Publik: 21 237 · Domare: Andrés Cunha · | Publik: 21 237 · Domare: Andrés Cunha · |
| 21:45 UTC−3 | 21:45 UTC−3   |                          |     |          | Publik: 21 237 · Domare: Andrés Cunha · | Publik: 21 237 · Domare: Andrés Cunha · |

|             | 15 april, 2015 | Atlas        | 1–0 | Atlético Mineiro | Estadio Jalisco, Guadalajara |                            |
| 20:00 UTC−5 | 20:00 UTC−5    | González 39′ |     |                  | Domare: Patricio Loustau ·   | Domare: Patricio Loustau · |
| 20:00 UTC−5 | 20:00 UTC−5    |              |     |                  | Domare: Patricio Loustau ·   | Domare: Patricio Loustau · |
| 20:00 UTC−5 | 20:00 UTC−5    |              |     |                  | Domare: Patricio Loustau ·   | Domare: Patricio Loustau · |

|             | 15 april 2015 | Colo-Colo | 0–3 | Santa Fe                    | Estadio Monumental David Arellano, Santiago de Chile |                         |
| 22:00 UTC−3 | 22:00 UTC−3   |           |     | Páez 30′ Pérez 46′ Mina 67′ | Domare: Darío Ubriaco ·                              | Domare: Darío Ubriaco · |
| 22:00 UTC−3 | 22:00 UTC−3   |           |     |                             | Domare: Darío Ubriaco ·                              | Domare: Darío Ubriaco · |
| 22:00 UTC−3 | 22:00 UTC−3   |           |     |                             | Domare: Darío Ubriaco ·                              | Domare: Darío Ubriaco · |

|             | 22 april, 2015 | Atlético Mineiro       | 2–0 | Colo-Colo | Estádio Mineirão, Belo Horizonte       |                                        |
| 19:45 UTC−3 | 19:45 UTC−3    | Pratto 18′ Carioca 79′ |     |           | Publik: 21 274 · Domare: Carlos Vera · | Publik: 21 274 · Domare: Carlos Vera · |
| 19:45 UTC−3 | 19:45 UTC−3    |                        |     |           | Publik: 21 274 · Domare: Carlos Vera · | Publik: 21 274 · Domare: Carlos Vera · |
| 19:45 UTC−3 | 19:45 UTC−3    |                        |     |           | Publik: 21 274 · Domare: Carlos Vera · | Publik: 21 274 · Domare: Carlos Vera · |

|             | 22 april, 2015 | Santa Fe                       | 3–1 | Atlas         | Estadio El Campín, Bogotá |                          |
| 17:45 UTC−5 | 17:45 UTC−5    | Pérez 20′ Roa 30′ Rivera 90+2′ |     | Kannemann 60′ | Domare: Mauro Vigliano ·  | Domare: Mauro Vigliano · |
| 17:45 UTC−5 | 17:45 UTC−5    |                                |     |               | Domare: Mauro Vigliano ·  | Domare: Mauro Vigliano · |
| 17:45 UTC−5 | 17:45 UTC−5    |                                |     |               | Domare: Mauro Vigliano ·  | Domare: Mauro Vigliano · |

### Grupp 2
| Nr | Lag         | S | V | O | F | GM | IM | MS  | P  |
| -- | ----------- | - | - | - | - | -- | -- | --- | -- |
| 1  | Corinthians | 6 | 4 | 1 | 1 | 9  | 3  | +6  | 13 |
| 2  | São Paulo   | 6 | 4 | 0 | 2 | 9  | 4  | +5  | 12 |
| 3  | San Lorenzo | 6 | 2 | 1 | 3 | 3  | 4  | −1  | 7  |
| 4  | Danubio     | 6 | 1 | 0 | 5 | 4  | 14 | −10 | 3  |

| Hemma \ Borta | Brasilien | Uruguay | Argentina | Brasilien |
| Corinthians   | —         | 4–0     | 0–0       | 2–0       |
| Danubio       | 1–2       | —       | 1–2       | 1–2       |
| San Lorenzo   | 0–1       | 0–1     | —         | 1–0       |
| São Paulo     | 2–0       | 4–0     | 1–0       | —         |

|             | 18 februari 2015 | Corinthians          | 2–0 | São Paulo | Arena Corinthians, São Paulo               |                                            |
| 22:00 UTC−2 | 22:00 UTC−2      | Elias 11′ Jádson 67′ |     |           | Publik: 39 026 · Domare: Ricardo Marques · | Publik: 39 026 · Domare: Ricardo Marques · |
| 22:00 UTC−2 | 22:00 UTC−2      |                      |     |           | Publik: 39 026 · Domare: Ricardo Marques · | Publik: 39 026 · Domare: Ricardo Marques · |
| 22:00 UTC−2 | 22:00 UTC−2      |                      |     |           | Publik: 39 026 · Domare: Ricardo Marques · | Publik: 39 026 · Domare: Ricardo Marques · |

|             | 19 februari 2015 | Danubio    | 1–2 | San Lorenzo         | Estadio Centenario, Montevideo             |                                            |
| 20:45 UTC−2 | 20:45 UTC−2      | Castro 10′ |     | Matos 85′ Cetto 87′ | Publik: 10 000 · Domare: Enrique Cáceres · | Publik: 10 000 · Domare: Enrique Cáceres · |
| 20:45 UTC−2 | 20:45 UTC−2      |            |     |                     | Publik: 10 000 · Domare: Enrique Cáceres · | Publik: 10 000 · Domare: Enrique Cáceres · |
| 20:45 UTC−2 | 20:45 UTC−2      |            |     |                     | Publik: 10 000 · Domare: Enrique Cáceres · | Publik: 10 000 · Domare: Enrique Cáceres · |

|             | 25 februari 2015 | São Paulo                          | 4–0 | Danubio | Estádio do Morumbi, São Paulo            |                                          |
| 22:00 UTC−3 | 22:00 UTC−3      | Pate 3′, 40′ Reinaldo 69′ Cafu 88′ |     |         | Publik: 16 689 · Domare: Enrique Osses · | Publik: 16 689 · Domare: Enrique Osses · |
| 22:00 UTC−3 | 22:00 UTC−3      |                                    |     |         | Publik: 16 689 · Domare: Enrique Osses · | Publik: 16 689 · Domare: Enrique Osses · |
| 22:00 UTC−3 | 22:00 UTC−3      |                                    |     |         | Publik: 16 689 · Domare: Enrique Osses · | Publik: 16 689 · Domare: Enrique Osses · |

|             | 4 mars 2015 | San Lorenzo | 0–1 | Corinthians | Estadio Pedro Bidegain, Buenos Aires |                                   |
| 22:00 UTC−3 | 22:00 UTC−3 |             |     | Elias 65′   | Publik: 0 · Domare: Carlos Vera ·    | Publik: 0 · Domare: Carlos Vera · |
| 22:00 UTC−3 | 22:00 UTC−3 |             |     |             | Publik: 0 · Domare: Carlos Vera ·    | Publik: 0 · Domare: Carlos Vera · |
| 22:00 UTC−3 | 22:00 UTC−3 |             |     |             | Publik: 0 · Domare: Carlos Vera ·    | Publik: 0 · Domare: Carlos Vera · |

|             | 17 mars 2015 | Danubio       | 1–2 | Corinthians             | Estadio Centenario, Montevideo |                        |
| 19:30 UTC−3 | 19:30 UTC−3  | Barreto 90+3′ |     | Guerrero 69′ Felipe 79′ | Domare: Julio Bascuñán         | Domare: Julio Bascuñán |
| 19:30 UTC−3 | 19:30 UTC−3  |               |     |                         | Domare: Julio Bascuñán         | Domare: Julio Bascuñán |
| 19:30 UTC−3 | 19:30 UTC−3  |               |     |                         | Domare: Julio Bascuñán         | Domare: Julio Bascuñán |

|             | 18 mars 2015 | São Paulo    | 1–0 | San Lorenzo | Estádio do Morumbi, São Paulo |                       |
| 22:00 UTC−3 | 22:00 UTC−3  | Bastos 90+3′ |     |             | Domare: Wilmar Roldán         | Domare: Wilmar Roldán |
| 22:00 UTC−3 | 22:00 UTC−3  |              |     |             | Domare: Wilmar Roldán         | Domare: Wilmar Roldán |
| 22:00 UTC−3 | 22:00 UTC−3  |              |     |             | Domare: Wilmar Roldán         | Domare: Wilmar Roldán |

|             | 1 april 2015 | San Lorenzo     | 1–0 | São Paulo | Estadio Pedro Bidegain, Buenos Aires |                         |
| 22:00 UTC−3 | 22:00 UTC−3  | Cauteruccio 70′ |     |           | Domare: Enrique Osses ·              | Domare: Enrique Osses · |
| 22:00 UTC−3 | 22:00 UTC−3  |                 |     |           | Domare: Enrique Osses ·              | Domare: Enrique Osses · |
| 22:00 UTC−3 | 22:00 UTC−3  |                 |     |           | Domare: Enrique Osses ·              | Domare: Enrique Osses · |

|             | 1 april 2015 | Corinthians                       | 4–0 | Danubio | Arena Corinthians, São Paulo |                      |
| 22:00 UTC−3 | 22:00 UTC−3  | Jádson 26′ Guerrero 32′, 46′, 67′ |     |         | Domare: Diego Haro ·         | Domare: Diego Haro · |
| 22:00 UTC−3 | 22:00 UTC−3  |                                   |     |         | Domare: Diego Haro ·         | Domare: Diego Haro · |
| 22:00 UTC−3 | 22:00 UTC−3  |                                   |     |         | Domare: Diego Haro ·         | Domare: Diego Haro · |

|             | 15 april 2015 | Danubio  | 1–2 | São Paulo              | Estadio Centenario, Montevideo |                       |
| 22:00 UTC−3 | 22:00 UTC−3   | Sosa 47′ |     | Pato 60′ Centurión 90′ | Domare: José Argote ·          | Domare: José Argote · |
| 22:00 UTC−3 | 22:00 UTC−3   |          |     |                        | Domare: José Argote ·          | Domare: José Argote · |
| 22:00 UTC−3 | 22:00 UTC−3   |          |     |                        | Domare: José Argote ·          | Domare: José Argote · |

|             | 16 april 2015 | Corinthians | 0–0 | San Lorenzo | Arena Corinthians, São Paulo               |                                            |
| 22:00 UTC−3 | 22:00 UTC−3   |             |     |             | Publik: 41 017 · Domare: Victor Carrillo · | Publik: 41 017 · Domare: Victor Carrillo · |
| 22:00 UTC−3 | 22:00 UTC−3   |             |     |             | Publik: 41 017 · Domare: Victor Carrillo · | Publik: 41 017 · Domare: Victor Carrillo · |
| 22:00 UTC−3 | 22:00 UTC−3   |             |     |             | Publik: 41 017 · Domare: Victor Carrillo · | Publik: 41 017 · Domare: Victor Carrillo · |

|             | 22 april 2015 | San Lorenzo | 0–1 | Danubio   | Estadio Pedro Bidegain, Buenos Aires |                             |
| 22:00 UTC−3 | 22:00 UTC−3   |             |     | Viana 88′ | Domare: Hernando Buitrago ·          | Domare: Hernando Buitrago · |
| 22:00 UTC−3 | 22:00 UTC−3   |             |     |           | Domare: Hernando Buitrago ·          | Domare: Hernando Buitrago · |
| 22:00 UTC−3 | 22:00 UTC−3   |             |     |           | Domare: Hernando Buitrago ·          | Domare: Hernando Buitrago · |

|             | 22 april 2015 | São Paulo              | 2–0 | Corinthians | Estádio do Morumbi, São Paulo           |                                         |
| 22:00 UTC−3 | 22:00 UTC−3   | Fabiano 31′ Bastos 39′ |     |             | Publik: 38 772 · Domare: Sandro Ricci · | Publik: 38 772 · Domare: Sandro Ricci · |
| 22:00 UTC−3 | 22:00 UTC−3   |                        |     |             | Publik: 38 772 · Domare: Sandro Ricci · | Publik: 38 772 · Domare: Sandro Ricci · |
| 22:00 UTC−3 | 22:00 UTC−3   |                        |     |             | Publik: 38 772 · Domare: Sandro Ricci · | Publik: 38 772 · Domare: Sandro Ricci · |

### Grupp 3
| Nr | Lag                    | S | V | O | F | GM | IM | MS | P  |
| -- | ---------------------- | - | - | - | - | -- | -- | -- | -- |
| 1  | Cruzeiro               | 6 | 3 | 2 | 1 | 8  | 3  | +5 | 11 |
| 2  | Universitario de Sucre | 6 | 2 | 3 | 1 | 4  | 3  | +1 | 9  |
| 3  | Huracán                | 6 | 1 | 4 | 1 | 6  | 7  | −1 | 7  |
| 4  | Mineros                | 6 | 1 | 1 | 4 | 5  | 10 | −5 | 4  |

| Hemma \ Borta          | Brasilien | Argentina | Venezuela | Bolivia |
| Cruzeiro               | —         | 0–0       | 3–0       | 2–0     |
| Huracán                | 3–1       | —         | 2–2       | 1–1     |
| Mineros                | 0–2       | 3–0       | —         | 0–1     |
| Universitario de Sucre | 0–0       | 0–0       | 2–0       | —       |

|             | 24 februari 2015 | Huracán                             | 2–2 | Mineros                 | Estadio Tomás Adolfo Ducó, Buenos Aires |                                         |
| 19:00 UTC−3 | 19:00 UTC−3      | Villarruel 27′ Domínguez 88′ (str.) |     | Valoyes 21′, 81′ (str.) | Publik: 20 000 · Domare: Adrián Vélez · | Publik: 20 000 · Domare: Adrián Vélez · |
| 19:00 UTC−3 | 19:00 UTC−3      |                                     |     |                         | Publik: 20 000 · Domare: Adrián Vélez · | Publik: 20 000 · Domare: Adrián Vélez · |
| 19:00 UTC−3 | 19:00 UTC−3      |                                     |     |                         | Publik: 20 000 · Domare: Adrián Vélez · | Publik: 20 000 · Domare: Adrián Vélez · |

|             | 25 februari 2015 | Universitario de Sucre | 0–0 | Cruzeiro | Estadio Olímpico Patria, Sucre        |                                       |
| 21:00 UTC−4 | 21:00 UTC−4      |                        |     |          | Publik: 22 000 · Domare: Omar Ponce · | Publik: 22 000 · Domare: Omar Ponce · |
| 21:00 UTC−4 | 21:00 UTC−4      |                        |     |          | Publik: 22 000 · Domare: Omar Ponce · | Publik: 22 000 · Domare: Omar Ponce · |
| 21:00 UTC−4 | 21:00 UTC−4      |                        |     |          | Publik: 22 000 · Domare: Omar Ponce · | Publik: 22 000 · Domare: Omar Ponce · |

|                | 3 mars 2015    | Mineros | 0–1 | Universitario de Sucre | Estadio Cachamay, Puerto Ordaz               |                                              |
| 18:15 UTC−4:30 | 18:15 UTC−4:30 |         |     | Castro 73′             | Publik: 15 000 · Domare: Fernando Guerrero · | Publik: 15 000 · Domare: Fernando Guerrero · |
| 18:15 UTC−4:30 | 18:15 UTC−4:30 |         |     |                        | Publik: 15 000 · Domare: Fernando Guerrero · | Publik: 15 000 · Domare: Fernando Guerrero · |
| 18:15 UTC−4:30 | 18:15 UTC−4:30 |         |     |                        | Publik: 15 000 · Domare: Fernando Guerrero · | Publik: 15 000 · Domare: Fernando Guerrero · |

|             | 3 mars 2015 | Cruzeiro | 0–0 | Huracán | Estádio Mineirão, Belo Horizonte           |                                            |
| 22:00 UTC−3 | 22:00 UTC−3 |          |     |         | Publik: 25 867 · Domare: Enrique Cáceres · | Publik: 25 867 · Domare: Enrique Cáceres · |
| 22:00 UTC−3 | 22:00 UTC−3 |          |     |         | Publik: 25 867 · Domare: Enrique Cáceres · | Publik: 25 867 · Domare: Enrique Cáceres · |
| 22:00 UTC−3 | 22:00 UTC−3 |          |     |         | Publik: 25 867 · Domare: Enrique Cáceres · | Publik: 25 867 · Domare: Enrique Cáceres · |

|             | 10 mars 2015 | Universitario de Sucre | 0–0 | Huracán | Estadio Olímpico Patria, Sucre         |                                        |
| 18:30 UTC−4 | 18:30 UTC−4  |                        |     |         | Publik: 25 000 · Domare: José Argote · | Publik: 25 000 · Domare: José Argote · |
| 18:30 UTC−4 | 18:30 UTC−4  |                        |     |         | Publik: 25 000 · Domare: José Argote · | Publik: 25 000 · Domare: José Argote · |
| 18:30 UTC−4 | 18:30 UTC−4  |                        |     |         | Publik: 25 000 · Domare: José Argote · | Publik: 25 000 · Domare: José Argote · |

|                | 19 mars 2015   | Mineros | 0–2 | Cruzeiro                          | Estadio Cachamay, Puerto Ordaz     |                                    |
| 20:15 UTC−4:30 | 20:15 UTC−4:30 |         |     | Leandro Damião 10′ Marquinhos 82′ | Publik: 10 000 Domare: Carlos Vera | Publik: 10 000 Domare: Carlos Vera |
| 20:15 UTC−4:30 | 20:15 UTC−4:30 |         |     |                                   | Publik: 10 000 Domare: Carlos Vera | Publik: 10 000 Domare: Carlos Vera |
| 20:15 UTC−4:30 | 20:15 UTC−4:30 |         |     |                                   | Publik: 10 000 Domare: Carlos Vera | Publik: 10 000 Domare: Carlos Vera |

|             | 8 april 2015 | Huracán   | 1–1 | Universitario de Sucre | Estadio Tomás Adolfo Ducó, Buenos Aires |                        |
| 19:45 UTC−3 | 19:45 UTC−3  | Ábila 34′ |     | Suárez 39′             | Domare: Ulises Mereles                  | Domare: Ulises Mereles |
| 19:45 UTC−3 | 19:45 UTC−3  |           |     |                        | Domare: Ulises Mereles                  | Domare: Ulises Mereles |
| 19:45 UTC−3 | 19:45 UTC−3  |           |     |                        | Domare: Ulises Mereles                  | Domare: Ulises Mereles |

|             | 8 april 2015 | Cruzeiro                                  | 3–0 | Mineros | Estádio Mineirão, Belo Horizonte    |                                     |
| 22:00 UTC−3 | 22:00 UTC−3  | De Arrascaeta 12′ Damião 14′ Henrique 72′ |     |         | Publik: 17 750 Domare: Jorge Osorio | Publik: 17 750 Domare: Jorge Osorio |
| 22:00 UTC−3 | 22:00 UTC−3  |                                           |     |         | Publik: 17 750 Domare: Jorge Osorio | Publik: 17 750 Domare: Jorge Osorio |
| 22:00 UTC−3 | 22:00 UTC−3  |                                           |     |         | Publik: 17 750 Domare: Jorge Osorio | Publik: 17 750 Domare: Jorge Osorio |

|             | 14 april 2015 | Huracán                       | 3–1 | Cruzeiro          | Estadio Tomás Adolfo Ducó, Buenos Aires |                        |
| 19:00 UTC−3 | 19:00 UTC−3   | Ábila 14′, 25′ Mancinelli 62′ |     | Damião 60′ (str.) | Domare: Patricio Polic                  | Domare: Patricio Polic |
| 19:00 UTC−3 | 19:00 UTC−3   |                               |     |                   | Domare: Patricio Polic                  | Domare: Patricio Polic |
| 19:00 UTC−3 | 19:00 UTC−3   |                               |     |                   | Domare: Patricio Polic                  | Domare: Patricio Polic |

|             | 14 april 2015 | Universitario de Sucre  | 2–0 | Mineros | Estadio Olímpico Patria, Sucre      |                                     |
| 18:00 UTC−4 | 18:00 UTC−4   | Castro 45+1′ Suárez 84′ |     |         | Publik: 5 000 Domare: Antonio Arias | Publik: 5 000 Domare: Antonio Arias |
| 18:00 UTC−4 | 18:00 UTC−4   |                         |     |         | Publik: 5 000 Domare: Antonio Arias | Publik: 5 000 Domare: Antonio Arias |
| 18:00 UTC−4 | 18:00 UTC−4   |                         |     |         | Publik: 5 000 Domare: Antonio Arias | Publik: 5 000 Domare: Antonio Arias |

|             | 21 april 2015 | Cruzeiro            | 2–0 | Universitario de Sucre | Estádio Mineirão, Belo Horizonte      |                                       |
| 20:30 UTC−3 | 20:30 UTC−3   | Willian 37′ Léo 56′ |     |                        | Publik: 24 288 Domare: Roddy Zambrano | Publik: 24 288 Domare: Roddy Zambrano |
| 20:30 UTC−3 | 20:30 UTC−3   |                     |     |                        | Publik: 24 288 Domare: Roddy Zambrano | Publik: 24 288 Domare: Roddy Zambrano |
| 20:30 UTC−3 | 20:30 UTC−3   |                     |     |                        | Publik: 24 288 Domare: Roddy Zambrano | Publik: 24 288 Domare: Roddy Zambrano |

|                | 21 april 2015  | Mineros                    | 3–0 | Huracán | Estadio Cachamay, Puerto Ordaz         |                                        |
| 19:00 UTC−4:30 | 19:00 UTC−4:30 | Valoyes 9′, 39′ Acosta 64′ |     |         | Publik: 2 000 Domare: Daniel Fedorczuk | Publik: 2 000 Domare: Daniel Fedorczuk |
| 19:00 UTC−4:30 | 19:00 UTC−4:30 |                            |     |         | Publik: 2 000 Domare: Daniel Fedorczuk | Publik: 2 000 Domare: Daniel Fedorczuk |
| 19:00 UTC−4:30 | 19:00 UTC−4:30 |                            |     |         | Publik: 2 000 Domare: Daniel Fedorczuk | Publik: 2 000 Domare: Daniel Fedorczuk |

### Grupp 4
| Nr | Lag                  | S | V | O | F | GM | IM | MS | P  |
| -- | -------------------- | - | - | - | - | -- | -- | -- | -- |
| 1  | Internacional        | 6 | 4 | 1 | 1 | 13 | 7  | +6 | 13 |
| 2  | Emelec               | 6 | 3 | 1 | 2 | 9  | 5  | +4 | 10 |
| 3  | The Strongest        | 6 | 3 | 0 | 3 | 10 | 11 | −1 | 9  |
| 4  | Universidad de Chile | 6 | 1 | 0 | 5 | 7  | 16 | −9 | 3  |

| Hemma \ Borta        | Ecuador | Brasilien | Bolivia | Chile |
| Emelec               | —       | 1–1       | 3–0     | 2–0   |
| Internacional        | 3–2     | —         | 1–0     | 3–1   |
| The Strongest        | 1–0     | 3–1       | —       | 5–3   |
| Universidad de Chile | 0–1     | 0–4       | 3–1     | —     |

|             | 17 februari 2015 | Universidad de Chile | 0–1 | Emelec      | Estadio Nacional Julio Martínez Prádanos, Santiago de Chile |                                          |
| 19:15 UTC−3 | 19:15 UTC−3      |                      |     | Bolaños 63′ | Publik: 30 000 · Domare: Silvio Trucco ·                    | Publik: 30 000 · Domare: Silvio Trucco · |
| 19:15 UTC−3 | 19:15 UTC−3      |                      |     |             | Publik: 30 000 · Domare: Silvio Trucco ·                    | Publik: 30 000 · Domare: Silvio Trucco · |
| 19:15 UTC−3 | 19:15 UTC−3      |                      |     |             | Publik: 30 000 · Domare: Silvio Trucco ·                    | Publik: 30 000 · Domare: Silvio Trucco · |

|             | 17 februari 2015 | The Strongest                  | 3–1 | Internacional           | Estadio Hernando Siles, La Paz          |                                         |
| 20:30 UTC−4 | 20:30 UTC−4      | Chumacero 10′, 85′ Ramallo 14′ |     | D'Alessandro 48′ (str.) | Publik: 10 000 · Domare: Adrián Vélez · | Publik: 10 000 · Domare: Adrián Vélez · |
| 20:30 UTC−4 | 20:30 UTC−4      |                                |     |                         | Publik: 10 000 · Domare: Adrián Vélez · | Publik: 10 000 · Domare: Adrián Vélez · |
| 20:30 UTC−4 | 20:30 UTC−4      |                                |     |                         | Publik: 10 000 · Domare: Adrián Vélez · | Publik: 10 000 · Domare: Adrián Vélez · |

|             | 24 februari 2015 | Emelec                            | 3–0 | The Strongest | Estadio Modelo Alberto Spencer Herrera, Guayaquil |                       |
| 21:30 UTC−5 | 21:30 UTC−5      | Bolaños 8′ Fernández 23′ Mena 69′ |     |               | Domare: José Argote ·                             | Domare: José Argote · |
| 21:30 UTC−5 | 21:30 UTC−5      |                                   |     |               | Domare: José Argote ·                             | Domare: José Argote · |
| 21:30 UTC−5 | 21:30 UTC−5      |                                   |     |               | Domare: José Argote ·                             | Domare: José Argote · |

|             | 26 februari 2015 | Internacional                                           | 3–1 | Universidad de Chile | Estádio Beira-Rio, Porto Alegre            |                                            |
| 20:15 UTC−3 | 20:15 UTC−3      | D'Alessandro 45+1′ Jorge Henrique 60′ Eduardo Sasha 77′ |     | Canales 66′          | Publik: 32 133 · Domare: Víctor Carrillo · | Publik: 32 133 · Domare: Víctor Carrillo · |
| 20:15 UTC−3 | 20:15 UTC−3      |                                                         |     |                      | Publik: 32 133 · Domare: Víctor Carrillo · | Publik: 32 133 · Domare: Víctor Carrillo · |
| 20:15 UTC−3 | 20:15 UTC−3      |                                                         |     |                      | Publik: 32 133 · Domare: Víctor Carrillo · | Publik: 32 133 · Domare: Víctor Carrillo · |

|             | 4 mars 2015 | Internacional                 | 3–2 | Emelec               | Estádio Beira-Rio, Porto Alegre          |                                          |
| 22:00 UTC−3 | 22:00 UTC−3 | Nilmar 10′ Alex 59′ Réver 81′ |     | Burbano 22′ Mena 45′ | Publik: 29 752 · Domare: Néstor Pitana · | Publik: 29 752 · Domare: Néstor Pitana · |
| 22:00 UTC−3 | 22:00 UTC−3 |                               |     |                      | Publik: 29 752 · Domare: Néstor Pitana · | Publik: 29 752 · Domare: Néstor Pitana · |
| 22:00 UTC−3 | 22:00 UTC−3 |                               |     |                      | Publik: 29 752 · Domare: Néstor Pitana · | Publik: 29 752 · Domare: Néstor Pitana · |

|             | 5 mars 2015 | Universidad de Chile                  | 3–1 | The Strongest | Estadio Nacional Julio Martínez Prádanos, Santiago de Chile |                            |
| 21:30 UTC−3 | 21:30 UTC−3 | Lorenzetti 19′ Ubilla 70′ Canales 77′ |     | Escobar 16′   | Domare: Wilson Lamouroux ·                                  | Domare: Wilson Lamouroux · |
| 21:30 UTC−3 | 21:30 UTC−3 |                                       |     |               | Domare: Wilson Lamouroux ·                                  | Domare: Wilson Lamouroux · |
| 21:30 UTC−3 | 21:30 UTC−3 |                                       |     |               | Domare: Wilson Lamouroux ·                                  | Domare: Wilson Lamouroux · |

|             | 17 mars 2015 | The Strongest                                                  | 5–3 | Universidad de Chile  | Estadio Hernando Siles, La Paz |                         |
| 23:15 UTC−4 | 23:15 UTC−4  | Centurión 45′ Wayar 50′ Cristaldo 68′ Martelli 72′ Ramallo 86′ |     | Ubilla 70′ Corujo 71′ | Domare: Carlos Amarilla        | Domare: Carlos Amarilla |
| 23:15 UTC−4 | 23:15 UTC−4  |                                                                |     |                       | Domare: Carlos Amarilla        | Domare: Carlos Amarilla |
| 23:15 UTC−4 | 23:15 UTC−4  |                                                                |     |                       | Domare: Carlos Amarilla        | Domare: Carlos Amarilla |

|             | 18 mars 2015 | Emelec   | 1–1 | Internacional | Estadio Modelo Alberto Spencer Herrera, Guayaquil |                        |
| 17:45 UTC−5 | 17:45 UTC−5  | Mena 31′ |     | Vitinho 55′   | Domare: Mauro Vigliano                            | Domare: Mauro Vigliano |
| 17:45 UTC−5 | 17:45 UTC−5  |          |     |               | Domare: Mauro Vigliano                            | Domare: Mauro Vigliano |
| 17:45 UTC−5 | 17:45 UTC−5  |          |     |               | Domare: Mauro Vigliano                            | Domare: Mauro Vigliano |

|             | 14 april 2015 | The Strongest  | 1–0 | Emelec | Estadio Hernando Siles, La Paz |                           |
| 22:30 UTC−4 | 22:30 UTC−4   | Chumachero 57′ |     |        | Domare: Hernando Buitrago      | Domare: Hernando Buitrago |
| 22:30 UTC−4 | 22:30 UTC−4   |                |     |        | Domare: Hernando Buitrago      | Domare: Hernando Buitrago |
| 22:30 UTC−4 | 22:30 UTC−4   |                |     |        | Domare: Hernando Buitrago      | Domare: Hernando Buitrago |

|             | 16 april 2015 | Universidad de Chile | 0–4 | Internacional                                 | Estadio Nacional Julio Martínez Prádanos, Santiago de Chile |                       |
| 22:00 UTC−3 | 22:00 UTC−3   |                      |     | Nilmar 9′, 31′ Eduardo Sasha 12′ Valdívia 58′ | Domare: Silvio Trucco                                       | Domare: Silvio Trucco |
| 22:00 UTC−3 | 22:00 UTC−3   |                      |     |                                               | Domare: Silvio Trucco                                       | Domare: Silvio Trucco |
| 22:00 UTC−3 | 22:00 UTC−3   |                      |     |                                               | Domare: Silvio Trucco                                       | Domare: Silvio Trucco |

|             | 22 april 2015 | Emelec           | 2–0 | Universidad de Chile | Estadio Modelo Alberto Spencer Herrera, Guayaquil |                        |
| 15:30 UTC−5 | 15:30 UTC−5   | Bolaños 41′, 62′ |     |                      | Domare: Roberto García                            | Domare: Roberto García |
| 15:30 UTC−5 | 15:30 UTC−5   |                  |     |                      | Domare: Roberto García                            | Domare: Roberto García |
| 15:30 UTC−5 | 15:30 UTC−5   |                  |     |                      | Domare: Roberto García                            | Domare: Roberto García |

|             | 22 april 2015 | Internacional | 1–0 | The Strongest | Estádio Beira-Rio, Porto Alegre |                         |
| 17:30 UTC−3 | 17:30 UTC−3   | Valdívia 40′  |     |               | Domare: Enrique Cáceres         | Domare: Enrique Cáceres |
| 17:30 UTC−3 | 17:30 UTC−3   |               |     |               | Domare: Enrique Cáceres         | Domare: Enrique Cáceres |
| 17:30 UTC−3 | 17:30 UTC−3   |               |     |               | Domare: Enrique Cáceres         | Domare: Enrique Cáceres |

### Grupp 5
| Nr | Lag                  | S | V | O | F | GM | IM | MS  | P  |
| -- | -------------------- | - | - | - | - | -- | -- | --- | -- |
| 1  | Boca Juniors         | 6 | 6 | 0 | 0 | 19 | 2  | +17 | 18 |
| 2  | Montevideo Wanderers | 6 | 3 | 1 | 2 | 9  | 8  | +1  | 10 |
| 3  | Palestino            | 6 | 2 | 1 | 3 | 6  | 6  | 0   | 7  |
| 4  | Zamora               | 6 | 0 | 0 | 6 | 3  | 21 | −18 | 0  |

| Hemma \ Borta        | Argentina | Uruguay | Chile | Venezuela |
| Boca Juniors         | —         | 2–1     | 2–0   | 5–0       |
| Montevideo Wanderers | 0–3       | —       | 1–0   | 3–2       |
| Palestino            | 0–2       | 1–1     | —     | 4–0       |
| Zamora               | 1–5       | 0–3     | 0–1   | —         |

|             | 17 februari 2015 | Montevideo Wanderers                                | 3–2 | Zamora                 | Estadio Gran Parque Central, Montevideo |                                       |
| 20:15 UTC−2 | 20:15 UTC−2      | Rodríguez 45+1′ Albarracín 78′ (str.) Reymundez 81′ |     | Murillo 25′ Flores 53′ | Publik: 4 000 · Domare: Raúl Orosco ·   | Publik: 4 000 · Domare: Raúl Orosco · |
| 20:15 UTC−2 | 20:15 UTC−2      |                                                     |     |                        | Publik: 4 000 · Domare: Raúl Orosco ·   | Publik: 4 000 · Domare: Raúl Orosco · |
| 20:15 UTC−2 | 20:15 UTC−2      |                                                     |     |                        | Publik: 4 000 · Domare: Raúl Orosco ·   | Publik: 4 000 · Domare: Raúl Orosco · |

|             | 18 februari 2015 | Palestino | 0–2 | Boca Juniors            | Estadio Municipal de La Cisterna, La Cisterna |                                          |
| 19:45 UTC−3 | 19:45 UTC−3      |           |     | Chávez 37′ Palacios 68′ | Publik: 13 382 · Domare: Wilmar Roldán ·      | Publik: 13 382 · Domare: Wilmar Roldán · |
| 19:45 UTC−3 | 19:45 UTC−3      |           |     |                         | Publik: 13 382 · Domare: Wilmar Roldán ·      | Publik: 13 382 · Domare: Wilmar Roldán · |
| 19:45 UTC−3 | 19:45 UTC−3      |           |     |                         | Publik: 13 382 · Domare: Wilmar Roldán ·      | Publik: 13 382 · Domare: Wilmar Roldán · |

|             | 26 februari 2015 | Boca Juniors          | 2–1 | Montevideo Wanderers | Estadio Alberto J. Armando, Buenos Aires |                           |
| 20:15 UTC−3 | 20:15 UTC−3      | Komar 32′ Osvaldo 42′ |     | Riolfo 33′           | Domare: Ricardo Marques ·                | Domare: Ricardo Marques · |
| 20:15 UTC−3 | 20:15 UTC−3      |                       |     |                      | Domare: Ricardo Marques ·                | Domare: Ricardo Marques · |
| 20:15 UTC−3 | 20:15 UTC−3      |                       |     |                      | Domare: Ricardo Marques ·                | Domare: Ricardo Marques · |

|                | 26 februari 2015 | Zamora | 0–1 | Palestino   | Estadio Agustín Tovar, Barinas |                          |
| 21:00 UTC−4:30 | 21:00 UTC−4:30   |        |     | Márquez 44′ | Domare: Julio Quintana ·       | Domare: Julio Quintana · |
| 21:00 UTC−4:30 | 21:00 UTC−4:30   |        |     |             | Domare: Julio Quintana ·       | Domare: Julio Quintana · |
| 21:00 UTC−4:30 | 21:00 UTC−4:30   |        |     |             | Domare: Julio Quintana ·       | Domare: Julio Quintana · |

|             | 10 mars 2015 | Montevideo Wanderers | 1–0 | Palestino | Estadio Gran Parque Central, Montevideo |                        |
| 19:30 UTC−3 | 19:30 UTC−3  | Santos 22′           |     |           | Domare: Adrián Vélez ·                  | Domare: Adrián Vélez · |
| 19:30 UTC−3 | 19:30 UTC−3  |                      |     |           | Domare: Adrián Vélez ·                  | Domare: Adrián Vélez · |
| 19:30 UTC−3 | 19:30 UTC−3  |                      |     |           | Domare: Adrián Vélez ·                  | Domare: Adrián Vélez · |

|             | 11 mars 2015 | Boca Juniors                                           | 5–0 | Zamora | Estadio Alberto J. Armando, Buenos Aires |                             |
| 20:00 UTC−3 | 20:00 UTC−3  | Meli 7′Lodeiro 14′ Carrizo 36′ Osvaldo 68′, 81′ (str.) |     |        | Domare: Hernando Buitrago ·              | Domare: Hernando Buitrago · |
| 20:00 UTC−3 | 20:00 UTC−3  |                                                        |     |        | Domare: Hernando Buitrago ·              | Domare: Hernando Buitrago · |
| 20:00 UTC−3 | 20:00 UTC−3  |                                                        |     |        | Domare: Hernando Buitrago ·              | Domare: Hernando Buitrago · |

|                | 17 mars 2015   | Zamora      | 1–5 | Boca Juniors                                   | Estadio Agustín Tovar, Barinas  |                                 |
| 20:45 UTC−4:30 | 20:45 UTC−4:30 | Morillo 17′ |     | Martínez 51′, 90+1′ Colazo 57′, 70′ Chávez 77′ | Domare: Luiz Flávio de Oliveira | Domare: Luiz Flávio de Oliveira |
| 20:45 UTC−4:30 | 20:45 UTC−4:30 |             |     |                                                | Domare: Luiz Flávio de Oliveira | Domare: Luiz Flávio de Oliveira |
| 20:45 UTC−4:30 | 20:45 UTC−4:30 |             |     |                                                | Domare: Luiz Flávio de Oliveira | Domare: Luiz Flávio de Oliveira |

|             | 19 mars 2015 | Palestino    | 1–1 | Montevideo Wanderers | Estadio Municipal de La Cisterna, La Cisterna |                         |
| 20:00 UTC−3 | 20:00 UTC−3  | J. Silva 65′ |     | A. Silva 35′         | Domare: Víctor Carrillo                       | Domare: Víctor Carrillo |
| 20:00 UTC−3 | 20:00 UTC−3  |              |     |                      | Domare: Víctor Carrillo                       | Domare: Víctor Carrillo |
| 20:00 UTC−3 | 20:00 UTC−3  |              |     |                      | Domare: Víctor Carrillo                       | Domare: Víctor Carrillo |

|             | 7 april 2015 | Palestino                                   | 4–0 | Zamora | Estadio Municipal de La Cisterna, La Cisterna |                          |
| 20:00 UTC−3 | 20:00 UTC−3  | Cháves 46′, 84′ Valencia 67′ Vidangossy 87′ |     |        | Domare: Oescar Maldonado                      | Domare: Oescar Maldonado |
| 20:00 UTC−3 | 20:00 UTC−3  |                                             |     |        | Domare: Oescar Maldonado                      | Domare: Oescar Maldonado |
| 20:00 UTC−3 | 20:00 UTC−3  |                                             |     |        | Domare: Oescar Maldonado                      | Domare: Oescar Maldonado |

|             | 9 april 2015 | Montevideo Wanderers | 0–3 | Boca Juniors               | Estadio Gran Parque Central, Montevideo |                      |
| 21:45 UTC−3 | 21:45 UTC−3  |                      |     | Calleri 8′, 48′ Monzón 73′ | Domare: Sandro Ricci                    | Domare: Sandro Ricci |
| 21:45 UTC−3 | 21:45 UTC−3  |                      |     |                            | Domare: Sandro Ricci                    | Domare: Sandro Ricci |
| 21:45 UTC−3 | 21:45 UTC−3  |                      |     |                            | Domare: Sandro Ricci                    | Domare: Sandro Ricci |

|                | 16 april 2015  | Zamora | 0–3 | Montevideo Wanderers                    | Estadio Agustín Tovar, Barinas |                         |
| 18:15 UTC−4:30 | 18:15 UTC−4:30 |        |     | Santos 33′ Albarracín 63′ Rodríguez 87′ | Domare: Enrique Cáceres        | Domare: Enrique Cáceres |
| 18:15 UTC−4:30 | 18:15 UTC−4:30 |        |     |                                         | Domare: Enrique Cáceres        | Domare: Enrique Cáceres |
| 18:15 UTC−4:30 | 18:15 UTC−4:30 |        |     |                                         | Domare: Enrique Cáceres        | Domare: Enrique Cáceres |

|             | 16 april 2015 | Boca Juniors            | 2–0 | Palestino | Estadio Alberto J. Armando, Buenos Aires |                        |
| 19:45 UTC−3 | 19:45 UTC−3   | Marín 81′ Calleri 90+2′ |     |           | Domare: Wilton Sampaio                   | Domare: Wilton Sampaio |
| 19:45 UTC−3 | 19:45 UTC−3   |                         |     |           | Domare: Wilton Sampaio                   | Domare: Wilton Sampaio |
| 19:45 UTC−3 | 19:45 UTC−3   |                         |     |           | Domare: Wilton Sampaio                   | Domare: Wilton Sampaio |

### Grupp 6
| Nr | Lag         | S | V | O | F | GM | IM | MS | P  |
| -- | ----------- | - | - | - | - | -- | -- | -- | -- |
| 1  | UANL        | 6 | 4 | 2 | 0 | 16 | 7  | +9 | 14 |
| 2  | River Plate | 6 | 1 | 4 | 1 | 8  | 7  | +1 | 7  |
| 3  | Juan Aurich | 6 | 1 | 3 | 2 | 9  | 11 | −2 | 6  |
| 4  | San José    | 6 | 1 | 1 | 4 | 3  | 11 | −8 | 4  |

| Hemma \ Borta | Peru | Argentina | Bolivia | Mexiko |
| Juan Aurich   | —    | 1–1       | 2–0     | 4–5    |
| River Plate   | 1–1  | —         | 3–0     | 1–1    |
| San José      | 1–1  | 2–0       | —       | 0–1    |
| UANL          | 3–0  | 2–2       | 4–0     | —      |

|             | 18 februari 2015 | UANL                        | 3–0 | Juan Aurich | Estadio Universitario, San Nicolás de los Garza |                                           |
| 20:15 UTC−6 | 20:15 UTC−6      | Guerrón 37′, 58′ Dueñas 64′ |     |             | Publik: 30 000 · Domare: Fernando Falce ·       | Publik: 30 000 · Domare: Fernando Falce · |
| 20:15 UTC−6 | 20:15 UTC−6      |                             |     |             | Publik: 30 000 · Domare: Fernando Falce ·       | Publik: 30 000 · Domare: Fernando Falce · |
| 20:15 UTC−6 | 20:15 UTC−6      |                             |     |             | Publik: 30 000 · Domare: Fernando Falce ·       | Publik: 30 000 · Domare: Fernando Falce · |

|             | 19 februari 2015 | San José              | 2–0 | River Plate | Estadio Jesús Bermúdez, Oruro               |                                             |
| 21:00 UTC−4 | 21:00 UTC−4      | Orué 80′ Valverde 87′ |     |             | Publik: 30 000 · Domare: Daniel Fedorczuk · | Publik: 30 000 · Domare: Daniel Fedorczuk · |
| 21:00 UTC−4 | 21:00 UTC−4      |                       |     |             | Publik: 30 000 · Domare: Daniel Fedorczuk · | Publik: 30 000 · Domare: Daniel Fedorczuk · |
| 21:00 UTC−4 | 21:00 UTC−4      |                       |     |             | Publik: 30 000 · Domare: Daniel Fedorczuk · | Publik: 30 000 · Domare: Daniel Fedorczuk · |

|             | 5 mars 2015 | River Plate | 1–1 | UANL        | Estadio Antonio Vespucio Liberti, Buenos Aires |                        |
| 19:15 UTC−3 | 19:15 UTC−3 | Sánchez 72′ |     | Guerrón 40′ | Domare: Sandro Ricci ·                         | Domare: Sandro Ricci · |
| 19:15 UTC−3 | 19:15 UTC−3 |             |     |             | Domare: Sandro Ricci ·                         | Domare: Sandro Ricci · |
| 19:15 UTC−3 | 19:15 UTC−3 |             |     |             | Domare: Sandro Ricci ·                         | Domare: Sandro Ricci · |

|             | 5 mars 2015 | Juan Aurich          | 2–0 | San José | Estadio Elías Aguirre, Chiclayo |                          |
| 21:45 UTC−5 | 21:45 UTC−5 | Valoyes 5′ Ramos 22′ |     |          | Domare: Eduardo Gamboa ·        | Domare: Eduardo Gamboa · |
| 21:45 UTC−5 | 21:45 UTC−5 |                      |     |          | Domare: Eduardo Gamboa ·        | Domare: Eduardo Gamboa · |
| 21:45 UTC−5 | 21:45 UTC−5 |                      |     |          | Domare: Eduardo Gamboa ·        | Domare: Eduardo Gamboa · |

|             | 11 mars 2015 | San José | 0–1 | UANL       | Estadio Jesús Bermúdez, Oruro |                        |
| 21:00 UTC−4 | 21:00 UTC−4  |          |     | Escoto 38′ | Domare: Andrés Cunha ·        | Domare: Andrés Cunha · |
| 21:00 UTC−4 | 21:00 UTC−4  |          |     |            | Domare: Andrés Cunha ·        | Domare: Andrés Cunha · |
| 21:00 UTC−4 | 21:00 UTC−4  |          |     |            | Domare: Andrés Cunha ·        | Domare: Andrés Cunha · |

|             | 12 mars 2015 | Juan Aurich | 1–1 | River Plate | Estadio Elías Aguirre, Chiclayo |                          |
| 20:15 UTC−5 | 20:15 UTC−5  | Rengifo 66′ |     | Balanta 21′ | Domare: Julio Quintana ·        | Domare: Julio Quintana · |
| 20:15 UTC−5 | 20:15 UTC−5  |             |     |             | Domare: Julio Quintana ·        | Domare: Julio Quintana · |
| 20:15 UTC−5 | 20:15 UTC−5  |             |     |             | Domare: Julio Quintana ·        | Domare: Julio Quintana · |

|             | 17 mars 2015 | UANL                                  | 4–0 | San José | Estadio Universitario, San Nicolás de los Garza |                     |
| 21:00 UTC−6 | 21:00 UTC−6  | Guerrón 1′ Sóbis 19′, 84′ Arévalo 77′ |     |          | Domare: José Argote                             | Domare: José Argote |
| 21:00 UTC−6 | 21:00 UTC−6  |                                       |     |          | Domare: José Argote                             | Domare: José Argote |
| 21:00 UTC−6 | 21:00 UTC−6  |                                       |     |          | Domare: José Argote                             | Domare: José Argote |

|             | 19 mars 2015 | River Plate | 1–1 | Juan Aurich | Estadio Antonio Vespucio Liberti, Buenos Aires |                      |
| 20:00 UTC−3 | 20:00 UTC−3  | Mercado 25′ |     | Delgado 89′ | Domare: Jorge Osorio                           | Domare: Jorge Osorio |
| 20:00 UTC−3 | 20:00 UTC−3  |             |     |             | Domare: Jorge Osorio                           | Domare: Jorge Osorio |
| 20:00 UTC−3 | 20:00 UTC−3  |             |     |             | Domare: Jorge Osorio                           | Domare: Jorge Osorio |

|             | 7 april 2015 | San José  | 1–1 | Juan Aurich | Estadio Jesús Bermúdez, Oruro |                          |
| 21:15 UTC−4 | 21:15 UTC−4  | Reyes 34′ |     | Delgado 41′ | Domare: Roddy Zambrano ·      | Domare: Roddy Zambrano · |
| 21:15 UTC−4 | 21:15 UTC−4  |           |     |             | Domare: Roddy Zambrano ·      | Domare: Roddy Zambrano · |
| 21:15 UTC−4 | 21:15 UTC−4  |           |     |             | Domare: Roddy Zambrano ·      | Domare: Roddy Zambrano · |

|             | 8 april 2015 | UANL                    | 2–2 | River Plate            | Estadio Universitario, San Nicolás de los Garza |                        |
| 20:00 UTC−5 | 20:00 UTC−5  | Arévalo 11′ Álvarez 68′ |     | Gutiérrez 86′ Mora 89′ | Domare: Adrián Vélez ·                          | Domare: Adrián Vélez · |
| 20:00 UTC−5 | 20:00 UTC−5  |                         |     |                        | Domare: Adrián Vélez ·                          | Domare: Adrián Vélez · |
| 20:00 UTC−5 | 20:00 UTC−5  |                         |     |                        | Domare: Adrián Vélez ·                          | Domare: Adrián Vélez · |

|             | 15 april 2015 | River Plate                        | 3–0 | San José | Estadio Antonio Vespucio Liberti, Buenos Aires |                         |
| 19:45 UTC−3 | 19:45 UTC−3   | Mora 42′, 52′ (str.) Gutiérrez 54′ |     |          | Domare: Péricles Cortez                        | Domare: Péricles Cortez |
| 19:45 UTC−3 | 19:45 UTC−3   |                                    |     |          | Domare: Péricles Cortez                        | Domare: Péricles Cortez |
| 19:45 UTC−3 | 19:45 UTC−3   |                                    |     |          | Domare: Péricles Cortez                        | Domare: Péricles Cortez |

|             | 15 april 2015 | Juan Aurich                             | 4–5 | UANL                                                  | Estadio Elías Aguirre, Chiclayo |                     |
| 17:45 UTC−5 | 17:45 UTC−5   | Pacheco 13′, 82′ Tejada 42′, 51′ (str.) |     | Esqueda 10′, 16′, 73′ Villalpando 66′ Espericueta 81′ | Domare: Carlos Vera             | Domare: Carlos Vera |
| 17:45 UTC−5 | 17:45 UTC−5   |                                         |     |                                                       | Domare: Carlos Vera             | Domare: Carlos Vera |
| 17:45 UTC−5 | 17:45 UTC−5   |                                         |     |                                                       | Domare: Carlos Vera             | Domare: Carlos Vera |

### Grupp 7
| Nr | Lag               | S | V | O | F | GM | IM | MS | P  |
| -- | ----------------- | - | - | - | - | -- | -- | -- | -- |
| 1  | Atlético Nacional | 6 | 3 | 2 | 1 | 12 | 7  | +5 | 11 |
| 2  | Estudiantes       | 6 | 3 | 1 | 2 | 7  | 3  | +4 | 10 |
| 3  | Libertad          | 6 | 2 | 2 | 2 | 5  | 8  | −3 | 8  |
| 4  | Barcelona         | 6 | 1 | 1 | 4 | 5  | 11 | −6 | 4  |

| Hemma \ Borta     | Colombia | Ecuador | Argentina | Paraguay |
| Atlético Nacional | —        | 2–3     | 1–1       | 4–0      |
| Barcelona         | 1–2      | —       | 0–2       | 0–1      |
| Estudiantes       | 0–1      | 3–0     | —         | 1–0      |
| Libertad          | 2–2      | 1–1     | 1–0       | —        |

|             | 19 februari 2015 | Libertad                      | 2–2 | Atlético Nacional           | Estadio Dr. Nicolás Léoz, Asunción     |                                        |
| 19:45 UTC−3 | 19:45 UTC−3      | González 20′ Lopéz 33′ (str.) |     | Zeballos 4′ Ruiz 59′ (str.) | Publik: 9 500 · Domare: Sandro Ricci · | Publik: 9 500 · Domare: Sandro Ricci · |
| 19:45 UTC−3 | 19:45 UTC−3      |                               |     |                             | Publik: 9 500 · Domare: Sandro Ricci · | Publik: 9 500 · Domare: Sandro Ricci · |
| 19:45 UTC−3 | 19:45 UTC−3      |                               |     |                             | Publik: 9 500 · Domare: Sandro Ricci · | Publik: 9 500 · Domare: Sandro Ricci · |

|             | 25 februari 2015 | Estudiantes           | 3–0 | Barcelona | Estadio Ciudad de La Plata, La Plata |                       |
| 19:45 UTC−3 | 19:45 UTC−3      | Carillo 16′, 36′, 74′ |     |           | Domare: Héber Lopes ·                | Domare: Héber Lopes · |
| 19:45 UTC−3 | 19:45 UTC−3      |                       |     |           | Domare: Héber Lopes ·                | Domare: Héber Lopes · |
| 19:45 UTC−3 | 19:45 UTC−3      |                       |     |           | Domare: Héber Lopes ·                | Domare: Héber Lopes · |

|             | 3 mars 2015 | Barcelona | 0–1 | Libertad    | Estadio Monumental Isidro Romero Carbo, Guayaquil |                            |
| 17:45 UTC−5 | 17:45 UTC−5 |           |     | Recalde 77′ | Domare: Daniel Fedorczuk ·                        | Domare: Daniel Fedorczuk · |
| 17:45 UTC−5 | 17:45 UTC−5 |           |     |             | Domare: Daniel Fedorczuk ·                        | Domare: Daniel Fedorczuk · |
| 17:45 UTC−5 | 17:45 UTC−5 |           |     |             | Domare: Daniel Fedorczuk ·                        | Domare: Daniel Fedorczuk · |

|             | 5 mars 2015 | Atlético Nacional | 1–1 | Estudiantes | Estadio Atanasio Girardot, Medellín |                          |
| 19:30 UTC−5 | 19:30 UTC−5 | Zeballos 42′      |     | Jara 68′    | Domare: Julio Bascuñán ·            | Domare: Julio Bascuñán · |
| 19:30 UTC−5 | 19:30 UTC−5 |                   |     |             | Domare: Julio Bascuñán ·            | Domare: Julio Bascuñán · |
| 19:30 UTC−5 | 19:30 UTC−5 |                   |     |             | Domare: Julio Bascuñán ·            | Domare: Julio Bascuñán · |

|             | 11 mars 2015 | Barcelona | 1–2 | Atlético Nacional     | Estadio Monumental Isidro Romero Carbo, Guayaquil |                         |
| 20:00 UTC−5 | 20:00 UTC−5  | Alemán 1′ |     | Guerra 65′ Ruiz 90+4′ | Domare: Enrique Osses ·                           | Domare: Enrique Osses · |
| 20:00 UTC−5 | 20:00 UTC−5  |           |     |                       | Domare: Enrique Osses ·                           | Domare: Enrique Osses · |
| 20:00 UTC−5 | 20:00 UTC−5  |           |     |                       | Domare: Enrique Osses ·                           | Domare: Enrique Osses · |

|             | 12 mars 2015 | Libertad    | 1–0 | Estudiantes | Estadio Dr. Nicolás Léoz, Asunción |                           |
| 19:45 UTC−3 | 19:45 UTC−3  | Tréllez 62′ |     |             | Domare: Péricles Cortez ·          | Domare: Péricles Cortez · |
| 19:45 UTC−3 | 19:45 UTC−3  |             |     |             | Domare: Péricles Cortez ·          | Domare: Péricles Cortez · |
| 19:45 UTC−3 | 19:45 UTC−3  |             |     |             | Domare: Péricles Cortez ·          | Domare: Péricles Cortez · |

|             | 18 mars 2015 | Estudiantes  | 1–0 | Libertad | Estadio Ciudad de La Plata, La Plata |                         |
| 19:45 UTC−3 | 19:45 UTC−3  | Carrillo 79′ |     |          | Domare: Ricardo Marques              | Domare: Ricardo Marques |
| 19:45 UTC−3 | 19:45 UTC−3  |              |     |          | Domare: Ricardo Marques              | Domare: Ricardo Marques |
| 19:45 UTC−3 | 19:45 UTC−3  |              |     |          | Domare: Ricardo Marques              | Domare: Ricardo Marques |

|             | 19 mars 2015 | Atlético Nacional      | 2–3 | Barcelona                     | Estadio Atanasio Girardot, Medellín |                        |
| 20:15 UTC−5 | 20:15 UTC−5  | Palomino 26′ Mejía 70′ |     | Esterilla 37′ Alemán 46′, 51′ | Domare: Leandro Vuaden              | Domare: Leandro Vuaden |
| 20:15 UTC−5 | 20:15 UTC−5  |                        |     |                               | Domare: Leandro Vuaden              | Domare: Leandro Vuaden |
| 20:15 UTC−5 | 20:15 UTC−5  |                        |     |                               | Domare: Leandro Vuaden              | Domare: Leandro Vuaden |

|             | 9 april 2015 | Estudiantes | 0–1 | Atlético Nacional | Estadio Ciudad de La Plata, La Plata |                          |
| 19:30 UTC−3 | 19:30 UTC−3  |             |     | Mejía 36′         | Domare: Daniel Fedorczuk             | Domare: Daniel Fedorczuk |
| 19:30 UTC−3 | 19:30 UTC−3  |             |     |                   | Domare: Daniel Fedorczuk             | Domare: Daniel Fedorczuk |
| 19:30 UTC−3 | 19:30 UTC−3  |             |     |                   | Domare: Daniel Fedorczuk             | Domare: Daniel Fedorczuk |

|             | 9 april 2015 | Libertad    | 1–1 | Barcelona    | Estadio Dr. Nicolás Léoz, Asunción |                        |
| 18:30 UTC−4 | 18:30 UTC−4  | Benítez 57′ |     | Esterilla 9′ | Domare: Víctor Carillo             | Domare: Víctor Carillo |
| 18:30 UTC−4 | 18:30 UTC−4  |             |     |              | Domare: Víctor Carillo             | Domare: Víctor Carillo |
| 18:30 UTC−4 | 18:30 UTC−4  |             |     |              | Domare: Víctor Carillo             | Domare: Víctor Carillo |

|             | 21 april 2015 | Atlético Nacional                  | 4–0 | Libertad | Estadio Atanasio Girardot, Medellín |                     |
| 20:45 UTC−5 | 20:45 UTC−5   | Mejía 28′ Ruiz 50′, 52′ Copete 72′ |     |          | Domare: Héber Lopes                 | Domare: Héber Lopes |
| 20:45 UTC−5 | 20:45 UTC−5   |                                    |     |          | Domare: Héber Lopes                 | Domare: Héber Lopes |
| 20:45 UTC−5 | 20:45 UTC−5   |                                    |     |          | Domare: Héber Lopes                 | Domare: Héber Lopes |

|             | 21 april 2015 | Barcelona | 0–2 | Estudiantes             | Estadio Monumental Isidro Romero Carbo, Guayaquil |                      |
| 20:45 UTC−5 | 20:45 UTC−5   |           |     | Acosta 77′ Carrillo 82′ | Domare: Andrés Cunha                              | Domare: Andrés Cunha |
| 20:45 UTC−5 | 20:45 UTC−5   |           |     |                         | Domare: Andrés Cunha                              | Domare: Andrés Cunha |
| 20:45 UTC−5 | 20:45 UTC−5   |           |     |                         | Domare: Andrés Cunha                              | Domare: Andrés Cunha |

### Grupp 8
| Nr | Lag               | S | V | O | F | GM | IM | MS | P  |
| -- | ----------------- | - | - | - | - | -- | -- | -- | -- |
| 1  | Racing            | 6 | 4 | 0 | 2 | 15 | 7  | +8 | 12 |
| 2  | Guaraní           | 6 | 2 | 3 | 1 | 12 | 10 | +2 | 9  |
| 3  | Sporting Cristal  | 6 | 1 | 4 | 1 | 6  | 7  | −1 | 7  |
| 4  | Deportivo Táchira | 6 | 0 | 3 | 3 | 6  | 15 | −9 | 3  |

| Hemma \ Borta     | Venezuela | Paraguay | Argentina | Peru |
| Deportivo Táchira | —         | 1–1      | 0–5       | 0–0  |
| Guaraní           | 5–2       | —        | 2–0       | 2–2  |
| Racing            | 3–2       | 4–1      | —         | 1–2  |
| Sporting Cristal  | 1–1       | 1–1      | 0–2       | —    |

|                | 17 februari 2015 | Deportivo Táchira | 0–5 | Racing Club                            | Estadio Polideportivo de Pueblo Nuevo, San Cristóbal |                                           |
| 20:00 UTC−4:30 | 20:00 UTC−4:30   |                   |     | Lollo 20′ Bou 39′, 52′, 68′ Milito 55′ | Publik: 40 000 · Domare: Julio Bascuñán ·            | Publik: 40 000 · Domare: Julio Bascuñán · |
| 20:00 UTC−4:30 | 20:00 UTC−4:30   |                   |     |                                        | Publik: 40 000 · Domare: Julio Bascuñán ·            | Publik: 40 000 · Domare: Julio Bascuñán · |
| 20:00 UTC−4:30 | 20:00 UTC−4:30   |                   |     |                                        | Publik: 40 000 · Domare: Julio Bascuñán ·            | Publik: 40 000 · Domare: Julio Bascuñán · |

|             | 18 februari 2015 | Guaraní                     | 2–2 | Sporting Cristal       | Estadio Defensores del Chaco, Asunción    |                                           |
| 18:45 UTC−3 | 18:45 UTC−3      | Fernández 69′ Santander 84′ |     | Pereyra 31′ Ballón 47′ | Publik: 3 000 · Domare: Péricles Cortez · | Publik: 3 000 · Domare: Péricles Cortez · |
| 18:45 UTC−3 | 18:45 UTC−3      |                             |     |                        | Publik: 3 000 · Domare: Péricles Cortez · | Publik: 3 000 · Domare: Péricles Cortez · |
| 18:45 UTC−3 | 18:45 UTC−3      |                             |     |                        | Publik: 3 000 · Domare: Péricles Cortez · | Publik: 3 000 · Domare: Péricles Cortez · |

|             | 24 februari 2015 | Racing Club                  | 4–1 | Guaraní       | Estadio Presidente Juan Domingo Perón, Avellaneda |                                         |
| 21:15 UTC−3 | 21:15 UTC−3      | Bou 43′, 78′, 81′ Milito 48′ |     | Santander 64′ | Publik: 30 000 · Domare: Andrés Cunha ·           | Publik: 30 000 · Domare: Andrés Cunha · |
| 21:15 UTC−3 | 21:15 UTC−3      |                              |     |               | Publik: 30 000 · Domare: Andrés Cunha ·           | Publik: 30 000 · Domare: Andrés Cunha · |
| 21:15 UTC−3 | 21:15 UTC−3      |                              |     |               | Publik: 30 000 · Domare: Andrés Cunha ·           | Publik: 30 000 · Domare: Andrés Cunha · |

|             | 24 februari 2015 | Sporting Cristal | 1–1 | Deportivo Táchira | Estadio Alberto Gallardo, Lima |                        |
| 21:30 UTC−5 | 21:30 UTC−5      | Lobatón 26′      |     | González 87′      | Domare: Imer Machado ·         | Domare: Imer Machado · |
| 21:30 UTC−5 | 21:30 UTC−5      |                  |     |                   | Domare: Imer Machado ·         | Domare: Imer Machado · |
| 21:30 UTC−5 | 21:30 UTC−5      |                  |     |                   | Domare: Imer Machado ·         | Domare: Imer Machado · |

|             | 10 mars 2015 | Racing Club   | 1–2 | Sporting Cristal        | Estadio Presidente Juan Domingo Perón, Avellaneda |                          |
| 21:45 UTC−3 | 21:45 UTC−3  | Fernández 67′ |     | Lobatón 58′, 80′ (str.) | Domare: Roddy Zambrano ·                          | Domare: Roddy Zambrano · |
| 21:45 UTC−3 | 21:45 UTC−3  |               |     |                         | Domare: Roddy Zambrano ·                          | Domare: Roddy Zambrano · |
| 21:45 UTC−3 | 21:45 UTC−3  |               |     |                         | Domare: Roddy Zambrano ·                          | Domare: Roddy Zambrano · |

|             | 10 mars 2015 | Guaraní                                                              | 5–2 | Deportivo Táchira      | Estadio Defensores del Chaco, Asunción |                      |
| 21:45 UTC−3 | 21:45 UTC−3  | Ocampo 9′ Mendoza 34′ Santander 39′ (str.) Benítez 40′ Fernández 87′ |     | González 16′ López 48′ | Domare: Diego Haru ·                   | Domare: Diego Haru · |
| 21:45 UTC−3 | 21:45 UTC−3  |                                                                      |     |                        | Domare: Diego Haru ·                   | Domare: Diego Haru · |
| 21:45 UTC−3 | 21:45 UTC−3  |                                                                      |     |                        | Domare: Diego Haru ·                   | Domare: Diego Haru · |

|             | 17 mars 2015 | Sporting Cristal | 0–2 | Racing Club                  | Estadio Alberto Gallardo, Lima |                            |
| 19:45 UTC−5 | 19:45 UTC−5  |                  |     | Milito 76′ (str.) Videla 88′ | Domare: Daniel Fedorczuk ·     | Domare: Daniel Fedorczuk · |
| 19:45 UTC−5 | 19:45 UTC−5  |                  |     |                              | Domare: Daniel Fedorczuk ·     | Domare: Daniel Fedorczuk · |
| 19:45 UTC−5 | 19:45 UTC−5  |                  |     |                              | Domare: Daniel Fedorczuk ·     | Domare: Daniel Fedorczuk · |

|                | 18 mars 2015   | Deportivo Táchira   | 1–1 | Guaraní            | Estadio Polideportivo de Pueblo Nuevo, San Cristóbal |                      |
| 18:00 UTC−4:30 | 18:00 UTC−4:30 | González 20′ (str.) |     | Benítez 41′ (str.) | Domare: Diego Haro ·                                 | Domare: Diego Haro · |
| 18:00 UTC−4:30 | 18:00 UTC−4:30 |                     |     |                    | Domare: Diego Haro ·                                 | Domare: Diego Haro · |
| 18:00 UTC−4:30 | 18:00 UTC−4:30 |                     |     |                    | Domare: Diego Haro ·                                 | Domare: Diego Haro · |

|             | 7 april 2015 | Guaraní                 | 2–0 | Racing Club | Estadio Defensores del Chaco, Asunción |                       |
| 19:00 UTC−4 | 19:00 UTC−4  | Santander 66′ Palau 80′ |     |             | Domare: Héber Lopes ·                  | Domare: Héber Lopes · |
| 19:00 UTC−4 | 19:00 UTC−4  |                         |     |             | Domare: Héber Lopes ·                  | Domare: Héber Lopes · |
| 19:00 UTC−4 | 19:00 UTC−4  |                         |     |             | Domare: Héber Lopes ·                  | Domare: Héber Lopes · |

|                | 8 april 2015   | Deportivo Táchira | 0–0 | Sporting Cristal | Estadio Polideportivo de Pueblo Nuevo, San Cristóbal |                       |
| 18:15 UTC−4:30 | 18:15 UTC−4:30 |                   |     |                  | Domare: Raúl Orosco ·                                | Domare: Raúl Orosco · |
| 18:15 UTC−4:30 | 18:15 UTC−4:30 |                   |     |                  | Domare: Raúl Orosco ·                                | Domare: Raúl Orosco · |
| 18:15 UTC−4:30 | 18:15 UTC−4:30 |                   |     |                  | Domare: Raúl Orosco ·                                | Domare: Raúl Orosco · |

|             | 14 april 2015 | Sporting Cristal | 1–1 | Guaraní       | Estadio Alberto Gallardo, Lima |                          |
| 19:15 UTC−5 | 19:15 UTC−5   | Blanco 58′       |     | Santander 13′ | Domare: Julio Bascuñán ·       | Domare: Julio Bascuñán · |
| 19:15 UTC−5 | 19:15 UTC−5   |                  |     |               | Domare: Julio Bascuñán ·       | Domare: Julio Bascuñán · |
| 19:15 UTC−5 | 19:15 UTC−5   |                  |     |               | Domare: Julio Bascuñán ·       | Domare: Julio Bascuñán · |

|             | 14 april 2015 | Racing Club                      | 3–2 | Deportivo Táchira | Estadio Presidente Juan Domingo Perón, Avellaneda |                       |
| 21:15 UTC−3 | 21:15 UTC−3   | Milito 57′ Bou 69′ Fernández 90′ |     | Mena 29′, 48′     | Domare: Carlos Orbe ·                             | Domare: Carlos Orbe · |
| 21:15 UTC−3 | 21:15 UTC−3   |                                  |     |                   | Domare: Carlos Orbe ·                             | Domare: Carlos Orbe · |
| 21:15 UTC−3 | 21:15 UTC−3   |                                  |     |                   | Domare: Carlos Orbe ·                             | Domare: Carlos Orbe · |